# Warta Częstochowa
Warta Częstochowa – żydowski klub sportowy z siedzibą w Częstochowie, funkcjonujący w latach 1921–1933.

## Historia
Klub został założony w 1921 roku przez Józefa Markusfelda, Czesława Rajcoma i Juliana Geizlera; prezesem został Rajcom. Warta zrzeszała przede wszystkim Żydów, a poza tym Francuzów, Niemców i Polaków (w 1923 roku w sumie dwieście osób). Sekcje funkcjonujące w klubie to kolarstwo, piłka nożna, lekkoatletyka, gimnastyka, pływanie, boks i tenis stołowy. Siedziba klubu mieściła się przy ul. Strażackiej 1.
7 września 1922 roku klub został przyjęty do Krakowskiego OZPN. W marcu 1923 roku, po odmowie zgody na rejestrację klubu, utworzono nowy statut. Klub został zarejestrowany 6 czerwca 1923 roku. Budżet pochodził ze składek członkowskich, wpłat wpisowych, darowizn sponsorów oraz biletów wstępu na imprezy. W 1924 roku klubowi udostępniono do gier plac przy ulicy Koszarowej 22.
Rozgrywki ligowe klub rozpoczął w 1922 roku. Rok później klub został mistrzem grupy i awansował do klasy B. W 1927 roku klub uczestniczył w zebraniu powołującym Podokręg Częstochowa. Warta Częstochowa została wówczas przydzielona do klasy A. Wówczas to klub zajął pierwsze miejsce w swojej grupie, odpadając jednak z dalszych gier po porażce z KS Sosnowiec w I grupie finałowej. Rok później Warta dołączyła do Kieleckiego OZPN, uczestnicząc w rozgrywkach klasy A.
W 1933 roku klub połączył się z klubami ŻTG-S i Ascola, tworząc ŻTG-S Makkabi Częstochowa.
Po II wojnie światowej reaktywowano Włókniarski Związkowy Klub Sportowy Warta.

## Poszczególne sezony

Afisz zawodów bokserskich i meczu piłkarskiego z udziałem sportowców Warty, 1947 rok

| 1922 | III | klasa C | 3 |                                 |
| 1923 | III | klasa C | 1 | awans do klasy B                |
| 1924 | II  | klasa B | 2 |                                 |
| 1925 | II  | klasa B | 2 |                                 |
| 1926 | II  | klasa B | 3 |                                 |
| 1927 | II  | klasa A | 1 | przegrane baraże z KS Sosnowiec |
| 1928 | II  | klasa A | 5 |                                 |
| 1929 | II  | klasa A | 5 |                                 |
| 1930 | II  | klasa A | 3 |                                 |
| 1931 | II  | klasa A | 2 |                                 |
| 1932 | II  | klasa A | 3 |                                 |